# NF (raper)
NF, właściwie Nathan John Feuerstein (ur. 30 marca 1991 w  Gladwin) – amerykański raper tworzący zarówno mainstreamowy, jak i chrześcijański hip-hop. Wydany w 2017 r. album artysty, Perception, dotarł na pierwsze miejsce listy przebojów Billboard 200, wyprzedzając raperów takich jak Lil Pump, Kendrick, czy Jay-Z. Do tej pory ukazało się pięć albumów studyjnych NF: Mansion w 2015 roku, Therapy Session w 2016 roku, Perception, wydany 6 października 2017 roku, The Search, wydany w lipcu 2019 roku i Hope, wydany w kwietniu 2023 roku.

## Dzieciństwo
NF, urodził się jako Nathan John Feuerstein, w Gladwin, Michigan, dnia 30 marca, 1991 roku. Po rozwodzie rodziców wychowywał go ojciec. Jego matka zmarła z powodu przedawkowania leków, NF zadedykował jej utwór How Could You Leave Us. W 2009 roku ukończył Gladwin High School, gdzie był członkiem szkolnej drużyny koszykówki. Kariera muzyczna NF rozpoczęła się kiedy wystąpił na „Fine Arts Festival”, organizowanym częściowo przez Connection Church z siedzibą w Canton, Michigan.

## Kariera muzyczna
NF zaczął tworzyć muzykę w 2010 roku, w tym samym, w którym wydał swój debiutancki album Moments pod nazwiskiem Nathan Feuerstein. W tym samym czasie pracował nad swoim minialbumem, NF, który ukazał się jednak dopiero w 2014 roku, z powodu konfliktu z wytwórnią Xist Music, tego samego który zakończył ich współpracę. Pomimo tego, NF nagrał jeszcze utwór na składankę wydaną przez Xist Music, która ukazała się 28 kwietnia 2012 roku. 4 listopada 2013 roku, już pod swoim nazwiskiem, wydał singiel Beautiful Addiction. W 2014 roku podpisał kontrakt z wytwórnią Capitol CMG, jeszcze przed wydaniem epki NF. Jego pierwszy minialbum zapewnił mu miejsce w rankingu Billboardu, zajmując 12 miejsce na liście albumów chrześcijańskich, 4 miejsce na liście albumów gospel i 15 miejsce na liście albumów rap. Ponadto, epka została oceniona na 3,5 na 5 gwiazdek przez portale muzyczne Jesus Freak Hideout i New Release Tuesday. Magazyn CCM przyznał jej 4 na 5 gwiazdek. Pierwszy album studyjny NF, Mansion, został wydany 31 marca 2015 roku przez wytwórnię Capitol CMG.
NF wystąpił gościnnie w utworze Start Over Flame'a, utworze Til the Day I Die TobyMaca z jego albumu This Is Not a Test, a także w utworze Epiphany rapera Futuristic. Jedna z piosenek NF, Intro, została wykorzystana w grze wideo Madden NFL 16. Jego utwory zostały wykorzystane przez stacje ESPN, VH1, Showtime, a także przez stację NBC, jako część ścieżki dźwiękowej seriali Chicago P.D., Grimm i Uwikłana. Stacja Fox wykorzystała utwór NF w zwiastunie swojego serialu, Imperium. Premiera teledysku do utworu Intro miała miejsce na stronie głównej portalu MTV. Teledysk pojawił się także na kanale muzycznym MTVU, portalach AbsolutePunk, 2DOPEBOYZ, Raps & Hustles i College Dropouts.
Drugi album studyjny NF, Therapy Session, został wydany 22 kwietnia 2016 roku. 8 kwietnia 2016 roku miał swoją premierę singiel promujący album I Just Wanna Know, a 22 kwietnia tego samego roku, singiel Real. Styl NF porównuje się do stylu raperów, takich jak Logic, Eminem i Machine Gun Kelly.
Singiel Warm Up został wydany 8 września 2016 roku.
NF jest chrześcijaninem i porusza w swoich utworach tematykę wiary, jednak nie uważa się za chrześcijańskiego rapera.
Trzeci album studyjny, Perception, miał swoją premierę 6 października 2017 roku. Zadebiutował na pierwszym miejscu rankingu Billboardu 200, tym samym stając się pierwszym albumem NF, który dotarł na szczyty list, jak również pierwszym albumem artysty, który w rankingach Billboardu nie został sklasyfikowany jako chrześcijański hip-hop.

## Nagrody i nominacje
W 2016 roku, album Therapy Session zdobył nagrodę dla najlepszego albumu roku w kategorii rap/hip hop. Utwór I Just Wanna Know został nominowany do nagrody Dove Award w kategorii najlepszy utwór hip-hopowy roku.